# Nearchos
Nearchos (Grieks: Νέαρχος, Latijn: Nearchus) (ca. 360 - 300 v.Chr.) was een van de officieren, een navarch (admiraal), in het leger van Alexander de Grote. Zijn beroemde reis van Indos naar Susa na de Indische campagne van Alexander is bewaard gebleven in Arrianus' beschrijving in de Indica.
Geboren in Lato op Kreta als zoon van Androtimos, vestigde hij zich met zijn familie in Amphipolis in Macedonië tijdens de heerschappij van Philippus II (aangenomen wordt dat dit gebeurde nadat Philippus de stad in 357 v.Chr. veroverd had, toen Nearchos nog een kleine jongen was. Hij was zeker ouder dan Alexander, net als Ptolemaios, Erigryos en de andere jeugdvrienden van Alexander.
Naast Ptolemaios, Erigryos, Laomedon van Mytilene en Harpalos was Nearchos een van Alexanders mentors, maar hij werd verbannen als gevolg van de Pixodaros-affaire. Het is niet bekend waarheen hij verbannen werd, maar na de dood van Philips en met de troonsbestijging van Alexander, werd hij teruggeroepen.
Daarna stond hij in hoog aanzien. Nearchos werd benoemd tot satraap van Lycië en Pamphylië in 334 of 333 v.Chr., een van de eerste benoemingen tot satraap van Alexander. In 325 v.Chr. werd hij ontheven van deze post en voegde hij zich wederom bij Alexander in Bactrië, samen met versterkingen voor de Indische campagne. Na de belegering van Aornos werd Nearchos op een verkenningstocht gestuurd met als doel informatie in te winnen over krijgsolifanten.

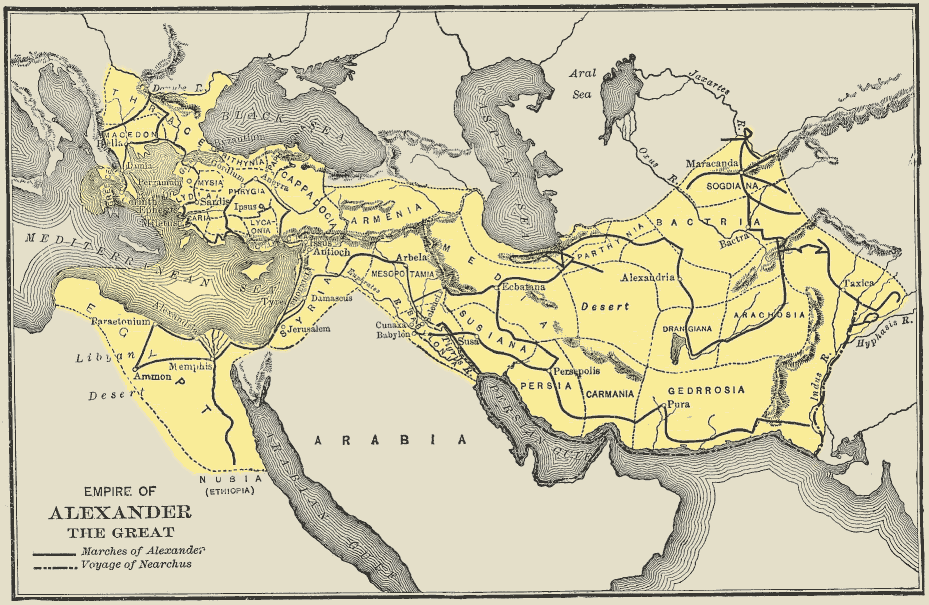
Kaart met de reizen van Nearchos en de campagnes van Alexander net na de verovering van het Perzische Rijk

In 326 v.Chr. werd Nearchos benoemd tot admiraal van de vloot die Alexander had laten bouwen aan de Hydaspes. Maar in zijn rol als trierarch (leider van de triremes) was hij ook financieel verantwoordelijk voor bouw van de boten en er waren vele trierachen in de vloot op de Indus die geen zeelui waren. Tijdens de reis liepen sommige schepen schade op en Nearchos kreeg de opdracht om achter te blijven voor de reparaties zorg te dragen, voordat hij verder voer de rivier af. Dit kan duiden op enige kennis van scheepsbouw, maar hij was waarschijnlijk niet de enige met deze kennis.
Hij behield echter het commando over de vloot voor de reis vanaf de Indus naar de Perzische Golf, die hij in detail beschreef (en die door Arrianus uitgebreid als bron gebruikt werd). Al was hij admiraal, ook hiervoor was weinig zeemanschap nodig; de operationele verantwoordelijkheid voor de vloot lag bij Onesikritos. Tijdens de reis bezocht Nearchos als eerste Griek Bahrein, door de Grieken Tylos genoemd. Dit verblijf betekende het begin van de Hellenistische tijd in Bahrein, wat leidde tot de aanbidding van Zeus (als de Arabische zonnegod Shams) en het gebruik van de Griekse taal door de hogere maatschappelijke klassen.
Na vele avonturen belandde Nearchos in Carmanië, waar hij zich voegde bij Alexander nadat deze de woestijn van Gedrosië doorkruist had. Alexander gelastte hem zijn reis af te maken: hij ging tot aan de Eufraat voordat hij terugkeerde naar Alexander in Susa, vroeg in 324 v.Chr. Nearchos huwde daar met de dochter van Barsine en Mentor en kreeg een kroon als erkenning voor zijn zware inspanning. Daarna nam hij de vloot naar Babylon, waar hij de waarschuwing van de Chaldeeën om niet de stad binnen te trekken overbracht aan Alexander. Alexander wilde Nearchos aanstellen als admiraal van de Arabische invasievloot, maar door de dood van de koning kwam hier niets van terecht.
In de onenigheid over de heerschappij van het rijk steunde Nearchos aanvankelijk Herakles, de zoon van Alexanders en Barsine, de minnares van de koning die nu zijn schoonmoeder was. Zodra de gevechten uitbraken voegde hij zich bij het kamp van Antigonos. De laatste vermelding over hem is als adviseur voor Demetrios Poliorketes in 313 of 312 v.Chr.; wat er daarna met hem gebeurde is onbekend, maar vermoedelijk trok hij zich terug om zijn memoires te schrijven.

## Antieke bronnen
- Arrianus, Anabasis Alexandri, vi. 19, 21; vii. 4, 19, 20, 25
- Plutarchos, Het leven van Alexander, 10, 68, 75
- Strabo, xv. p. 721, 725
- Diodorus Siculus, xvii. 104
- Junianus Justinus, xiii. 4